# Jackson Ferreira Silvério
Jackson Ferreira Silvério, meglio noto come Jackson (Recife, 12 aprile 1991), è un calciatore brasiliano, difensore del Kukësi.

## Carriera
Il 18 gennaio 2021 viene acquistato a titolo definitivo dalla squadra albanese del Teuta.

## Palmarès

### Club

#### Competizioni statali
- Campionato Pernambucano: 1

Sport Recife: 2010

#### Competizioni nazionali
- Campionato albanese: 1

Teuta: 2020-2021
- Supercoppa d'Albania: 1

Teuta: 2021